# Macroventuria wentii
Macroventuria wentii är en svampart som beskrevs av Aa 1971. Macroventuria wentii ingår i släktet Macroventuria, ordningen Pleosporales, klassen Dothideomycetes, divisionen sporsäcksvampar och riket svampar.   Inga underarter finns listade i Catalogue of Life.